# Pipino I di Aquitania
Pipino (797 – Poitiers, 13 dicembre 838) fu re dei Franchi di Aquitania dal 817 all'838.

## Origine
Secondo la Vita Hludowici Imperatoris, era il figlio secondogenito del re d'Aquitania e futuro imperatore Ludovico il Pio e di Ermengarda (780-818), figlia del conte di Hesbaye, Ingramm (o Ingerman o Enguerrand, nipote di Rotrude, moglie di Carlo Martello) e di Edvige di Baviera.

## Biografia

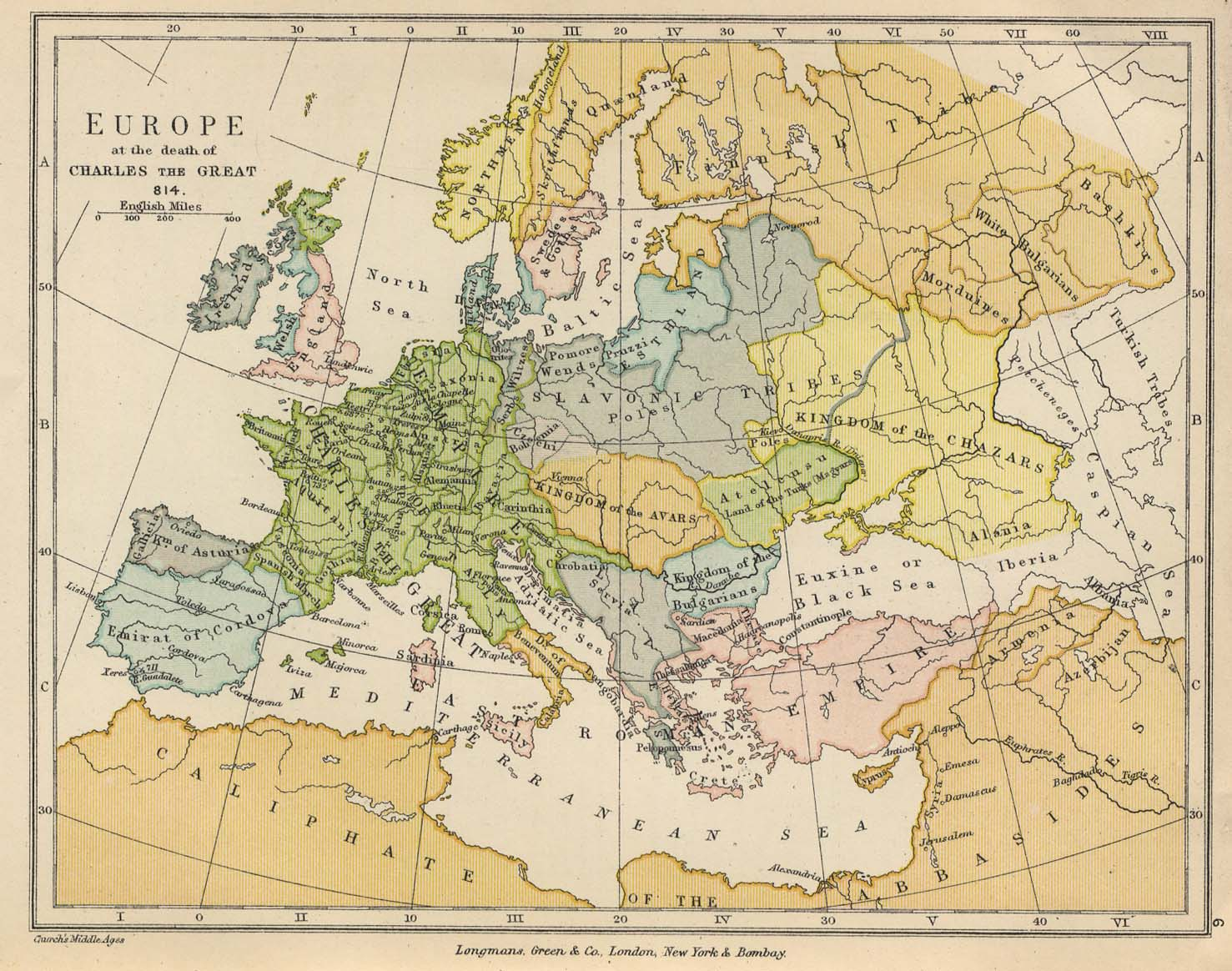
L'Europa alla morte di Carlomagno

Nell'814 ricevette dal padre, divenuto imperatore, l'incarico di governare, pur se affiancato da alcuni funzionari franchi, il regno d'Aquitania.
Nell'817, alla dieta di Aquisgrana, l'imperatore Ludovico il Pio, con la Divisio Imperii, concesse il titolo imperiale al suo primogenito Lotario, del quale, con l'incoronazione a imperatore aggiunto, fu sancita la superiorità sui fratelli, mentre al secondogenito, Pipino, concesse la sovranità, con il titolo di re, sull'Aquitania, il Tolosano e la Settimania (Aequitaniam et Wasconiam et markam Tolosanam totam, et…comitatos quatuor…in Septimania Carcassensem, et in Burgundia Augustudunensem et Avalensem et Nivernensem), che già governava, e al terzogenito, Ludovico, che sarà detto il Germanico, concesse la sovranità, con il titolo di re, sulla Baviera, la Carinzia e la Boemia, che prima era governata dal primogenito Lotario. Questa suddivisione, conosciuta anche come Ordinatio imperii, fu ratificata dall'imperatore a Nimega nell'819.
Pipino, prendendo possesso del regno, chiese al duca di Guascogna Garcia e poi, alla sua morte nell'818, al suo successore Lupo III, di riconoscere l'autorità regale dell'Aquitania sulla Guascogna. Al rifiuto del duca di Guascogna di sottomettersi a Pipino I, l'imperatore stesso bandì dal suo regno Lupo III, che si ribellò, e nell'819 Pipino I entrò in armi in Guascogna, con il conte Berengario di Tolosa ed il conte d'Alvernia, Guerino, che sconfissero Lupo e misero in fuga parecchi dei suoi sostenitori, tra cui suo fratello Gersando, che fu ucciso durante la fuga. Lupo III, accusato di slealtà, fu immediatamente deposto ed esiliato e Pipino diede la Guascogna in amministrazione al conte di Tolosa, Berengario il Saggio.
Nell'822 Pipino sposò Ringarda (o Ingeltrude), che, secondo la Vita Hludowici Imperatoris, era la figlia del conte Teodoberto di Madrie ( † 775/85) e la sorella di Roberto, signore di Sesseau, nel Berry, uno dei nobili più importanti alla corte del re d'Aquitania, Pipino I, che lo storico francese, Christian Settipani, esperto di genealogie, identifica con Roberto il Forte, futuro marchese di Neustria.
Pipino, sempre in quello stesso anno, dopo le nozze, andò a prendere possesso del suo regno.
Alla sua corte furono graditi gli artisti, tra cui il poeta e monaco Ermoldus Nigellus, che lo accompagnò nella campagna di Bretagna dell'824.ma ben presto morì.
Nell'829, dopo la dieta di Worms, l'imperatore Ludovico inserì nella divisione dell'impero in tre parti, fatta ad Aquisgrana, una quarta porzione per l'ultimo dei suoi figli, nato nell'823, Carlo il Calvo.

Nell'agosto dell'829, Bernardo di Settimania era stato chiamato a corte a sostituire il nuovo re d'Italia, Lotario I, nella custodia del figlio minore di Ludovico il Pio, Carlo il Calvo.
Sembra inoltre che, secondo il cronista Thegano, i parecchi nemici (molti dei collaboratori del co-imperatore Lotario) non tardarono a mettere in giro la voce che Bernardo fosse divenuto l'amante dell'imperatrice, Giuditta di Baviera, che fu chiusa in un monastero, anche perché i di lei fratelli, Corrado e Rodolfo, anche loro tonsurati e chiusi in un monastero, da quando Bernardo era ciambellano avevano fatto rapida carriera a corte.
Allora, nell'830, secondo la Vita Hludowici Imperatoris, Pipino I di Aquitania, per vendicare lo sgarbo fatto al padre, raccolto un esercito di Guasconi e Neustriani si apprestò a marciare contro l'imperatore per punire la matrigna ed uccidere Bernardo, mentre, secondo gli Annales Bertiniani, Bernardo e l'imperatore, lasciata Aquisgrana, stavamo avanzando verso la Bretagna per una spedizione contro i Bretoni, riottosi a riconoscere l'autorità dell'imperatore, per riunirsi a Parigi col resto dell'esercito.
Pipino I di Aquitania, il quale era anche stato convinto da Wala che Bernardo volesse portargli via il regno, si riunì al fratello Lotario I, proveniente dall'Italia, poi i due si avviarono verso Parigi per scalzare Ludovico il Pio ed uccidere Bernardo che, sentendosi seriamente minacciato, si trovò costretto a fuggire e ritornare nei suoi domini, a Barcellona ed in Settimania. A loro si unì il terzo fratello, Ludovico II il Germanico. Si scontrarono col padre (che era di ritorno dalla campagna di Bretagna) a Compiègne. Ludovico il Pio fu catturato, ma la ribellione fallì per il disaccordo fra i tre fratelli.
Nel novembre dell'831, dopo che l'imperatore a febbraio, nella dieta di Aquisgrana, aveva trionfato, Pipino I di Aquitania, con l'appoggio di Bernardo di Settimania, che nel frattempo era stato esiliato in Spagna, si ribellò all'imperatore; questi dovette prima soggiogare l'altro figlio ribelle, Ludovico il Germanico, che aveva sollevato la Baviera, poi sconfisse (832) Pipino e Bernardo, che si dovettero presentare all'imperatore. Mentre, secondo la Vita Hludowici Imperatoris, Bernardo fu spogliato di tutti i suoi possedimenti, che furono concessi al conte di Tolosa Berengario il Saggio, che si era schierato con l'imperatore, Pipino fu imprigionato e il suo regno fu dato a Carlo il Calvo.
Gli Aquitani però attaccarono la scorta che conduceva Pipino I alla prigione di Treviri e riuscirono a liberarlo. L'esercito imperiale non riuscì a ricatturarlo, anzi fu cacciato fuori dall'Aquitania e, l'anno seguente, si unirono a Pipino i fratelli Lotario I e Ludovico II il Germanico, che con l'assistenza dell'arcivescovo di Reims, Ebbo, nell'833 deposero il padre e proclamarono imperatore Lotario, dividendosi il regno in tre parti.
Subito però si manifestarono dissapori tra i fratelli e Pipino e Ludovico il Germanico si riaccostarono al padre, il deposto imperatore, Ludovico, ed il primo di marzo dell'834 Ludovico il Pio fu reintegrato sul trono imperiale e Pipino ritornò ad essere solo re d'Aquitania. Il 15 marzo 834, Pipino fu reintegrato re d'Aquitania, a Quierzy-sur-Oise.
Tra l'837 e l'838, il regno di Pipino I fu ridotto di estensione in quanto una parte dei territori fu sottratta al regno di Aquitania da Ludovico il Pio che ne fece dono a Carlo il Calvo.
Secondo Ademaro di Chabanne, gli Annales Bertiniani ed il Chronicon Sancti Maxentii Pictavinis, Pipino morì poco dopo, il 13 dicembre 838, lasciando due figli, Pipino II e Carlo; Pipino fu sepolto nella Chiesa di Santa Redegonda a Poitiers. Secondo lo storico esperto di genealogie, Christian Settipani, Ludovico il Pio, alla morte di Pipino I, avocò all'impero il regno d'Aquitania e lo assegnò al quarto figlio, Carlo il Calvo, figlio della seconda moglie, Giuditta; ma i nobili di Aquitania proclamarono re il figlio di Pipino I, Pipino II.
A Pipino I l'Ermoldi Nigelli Carmina ha dedicato una laude.

## Discendenza
Pipino I ed Ingeltrude ebbero quattro figli:
- Pipino II (823- dopo l'864), re d'Aquitania
- Carlo (825-863), arcivescovo di Magonza dall'856
- Matilde[4] (o Berta[12], sposò nell'839 Gerardo I (?-841), conte d'Alvernia[31] e secondo la Vita Sancti Geraldi Compendium, fu la madre di Gerardo II d'Alvernia[4]
- un'altra figlia che sposò Rotari conte di Limoges (?-841)[31].

## Ascendenza
|                       |                   |                     | Genitori          |  |  | Nonni |  |  | Bisnonni        |  |  | Trisnonni      |  |
|                       |                   |                     |                   |  |  |       |  |  | Pipino il Breve |  |  | Carlo Martello |  |
|                       |                   |                     |                   |  |  |       |  |  | Pipino il Breve |  |  | Carlo Martello |  |
|                       |                   | Rotrude di Treviri  |                   |  |  |       |  |  | Pipino il Breve |  |  |                |  |
| Carlo Magno           |                   |                     |                   |  |  |       |  |  | Pipino il Breve |  |  |                |  |
|                       |                   | Bertrada di Laon    | Cariberto di Laon |  |  |       |  |  |                 |  |  |                |  |
|                       |                   | Bertrada di Laon    | Cariberto di Laon |  |  |       |  |  |                 |  |  |                |  |
|                       |                   | Bertrada di Laon    | Gisella di Laon   |  |  |       |  |  |                 |  |  |                |  |
| Ludovico il Pio       |                   | Bertrada di Laon    |                   |  |  |       |  |  |                 |  |  |                |  |
|                       |                   | Geroldo di Vintzgau | …                 |  |  |       |  |  |                 |  |  |                |  |
|                       |                   | Geroldo di Vintzgau | …                 |  |  |       |  |  |                 |  |  |                |  |
|                       |                   | Geroldo di Vintzgau | …                 |  |  |       |  |  |                 |  |  |                |  |
| Ildegarda             |                   | Geroldo di Vintzgau |                   |  |  |       |  |  |                 |  |  |                |  |
|                       |                   | Emma d'Alemannia    | Hnabi             |  |  |       |  |  |                 |  |  |                |  |
|                       |                   | Emma d'Alemannia    | Hnabi             |  |  |       |  |  |                 |  |  |                |  |
|                       |                   | Emma d'Alemannia    | …                 |  |  |       |  |  |                 |  |  |                |  |
| Pipino I di Aquitania |                   | Emma d'Alemannia    |                   |  |  |       |  |  |                 |  |  |                |  |
|                       | Sigram di Hesbaye | …                   |                   |  |  |       |  |  |                 |  |  |                |  |
|                       | Sigram di Hesbaye | …                   |                   |  |  |       |  |  |                 |  |  |                |  |
|                       | Sigram di Hesbaye | …                   |                   |  |  |       |  |  |                 |  |  |                |  |
| Ingramm di Hesbaye    | Sigram di Hesbaye |                     |                   |  |  |       |  |  |                 |  |  |                |  |
|                       |                   | …                   | …                 |  |  |       |  |  |                 |  |  |                |  |
|                       |                   | …                   | …                 |  |  |       |  |  |                 |  |  |                |  |
|                       |                   | …                   | …                 |  |  |       |  |  |                 |  |  |                |  |
| Ermengarda di Hesbaye |                   | …                   |                   |  |  |       |  |  |                 |  |  |                |  |
|                       |                   | …                   | …                 |  |  |       |  |  |                 |  |  |                |  |
|                       |                   | …                   | …                 |  |  |       |  |  |                 |  |  |                |  |
|                       |                   | …                   | …                 |  |  |       |  |  |                 |  |  |                |  |
| Rotrude               |                   | …                   |                   |  |  |       |  |  |                 |  |  |                |  |
|                       |                   | …                   | …                 |  |  |       |  |  |                 |  |  |                |  |
|                       |                   | …                   | …                 |  |  |       |  |  |                 |  |  |                |  |
|                       |                   | …                   | …                 |  |  |       |  |  |                 |  |  |                |  |
|                       |                   | …                   |                   |  |  |       |  |  |                 |  |  |                |  |

### Fonti primarie
- (LA)  Monumenta Germanica Historica, tomus primus.
- (LA)  Monumenta Germanica Historica, tomus secundus.
- (LA)  Monumenta Germaniae Historica, Leges, Capitularia Regum Francorum, tomus I.
- (LA)  Annales Bertiniani.
- (LA)  Nithardus, Historiae.
- (LA)  Chronicon Sancti Maxentii Pictavensis.
- (LA)  Adémar de Chabannes, Chronique.
- (LA)  Monumenta Germaniae Historica, Poetarum Latinorum Medii Aevi, Poetae Latini Aevi Carolini, tomus II.

### Letteratura storiografica
- René Poupardin, Ludovico il Pio, cap. XVIII, vol. II (L'espansione islamica e la nascita dell'Europa feudale) della Storia del Mondo Medievale, pp. 558–582.